# Покровское кладбище (Москва)
Московское Покровское кладбище находится в Южном административном округе Москвы, ул. Подольских Курсантов, стр. 24.
Кладбище площадью 14,5 га входит в состав Государственного унитарного предприятия «Ритуал».

## История

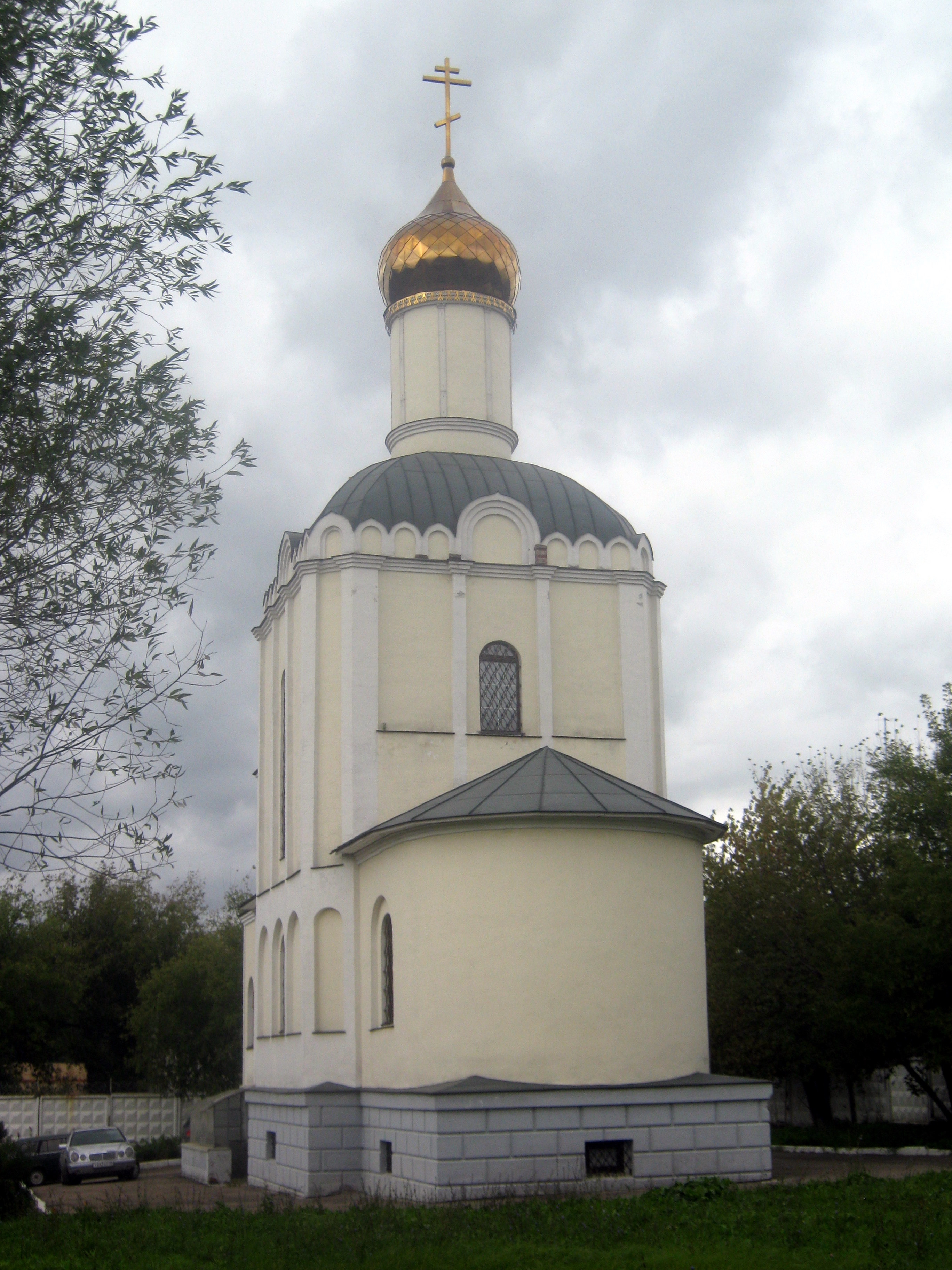
Церковь св. Серафима Саровского

Кладбище возникло в 1958 году, уже в советское время, и не связано непосредственно с какой-либо церковью в честь Покрова; оно получило название от расположенного в этой местности села Покровского, а то в свою очередь — от существовавшей в селе церкви в честь Покрова Богородицы. Село известно с XVI века и было владением Новоспасского монастыря.
В 2000-е годы на кладбище построена церковь во имя св. Серафима Саровского.

## Известные люди, похороненные на кладбище
См. Похороненные на Покровском кладбище.

## Галерея

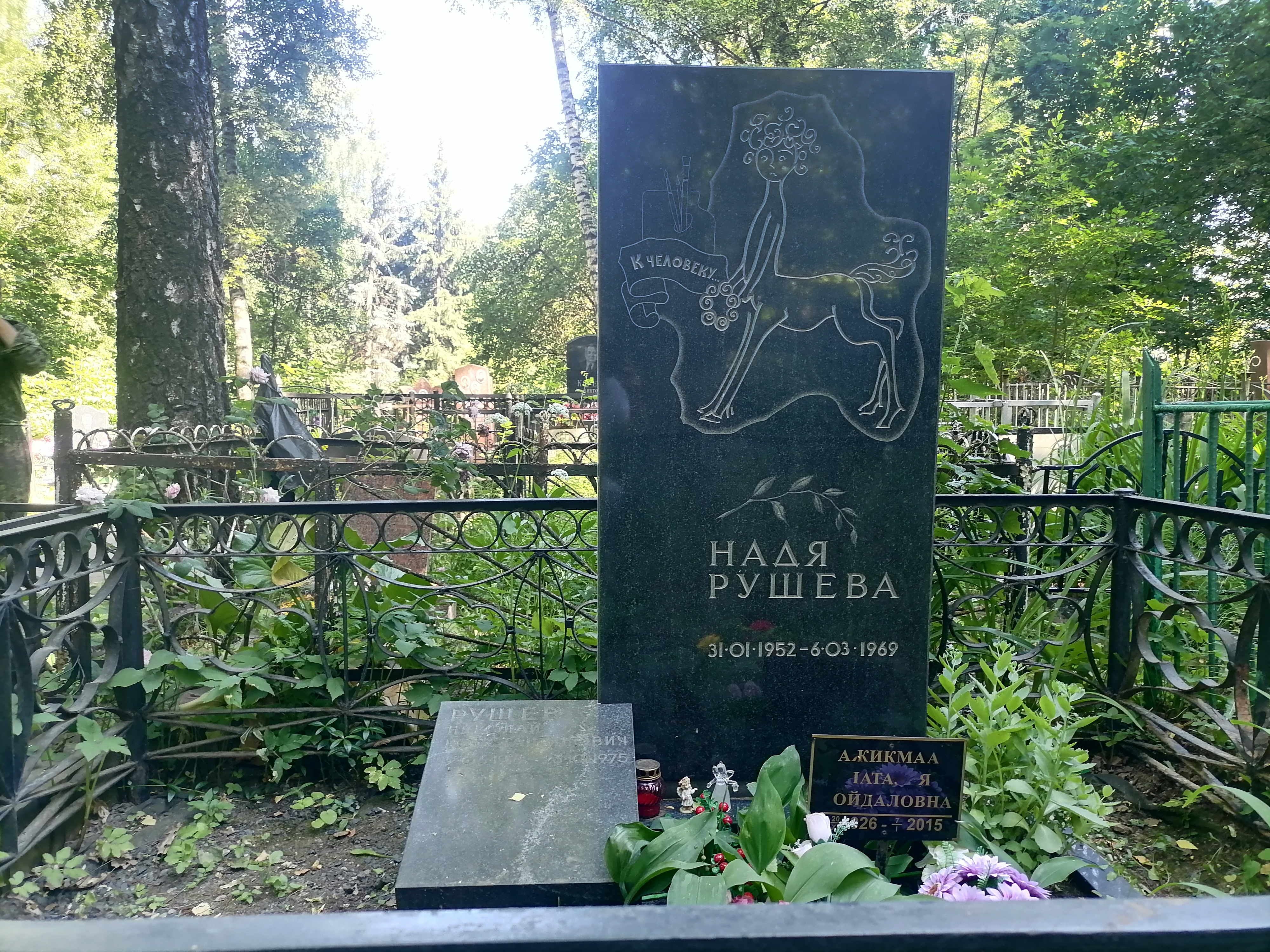
Могила Нади Рушевой
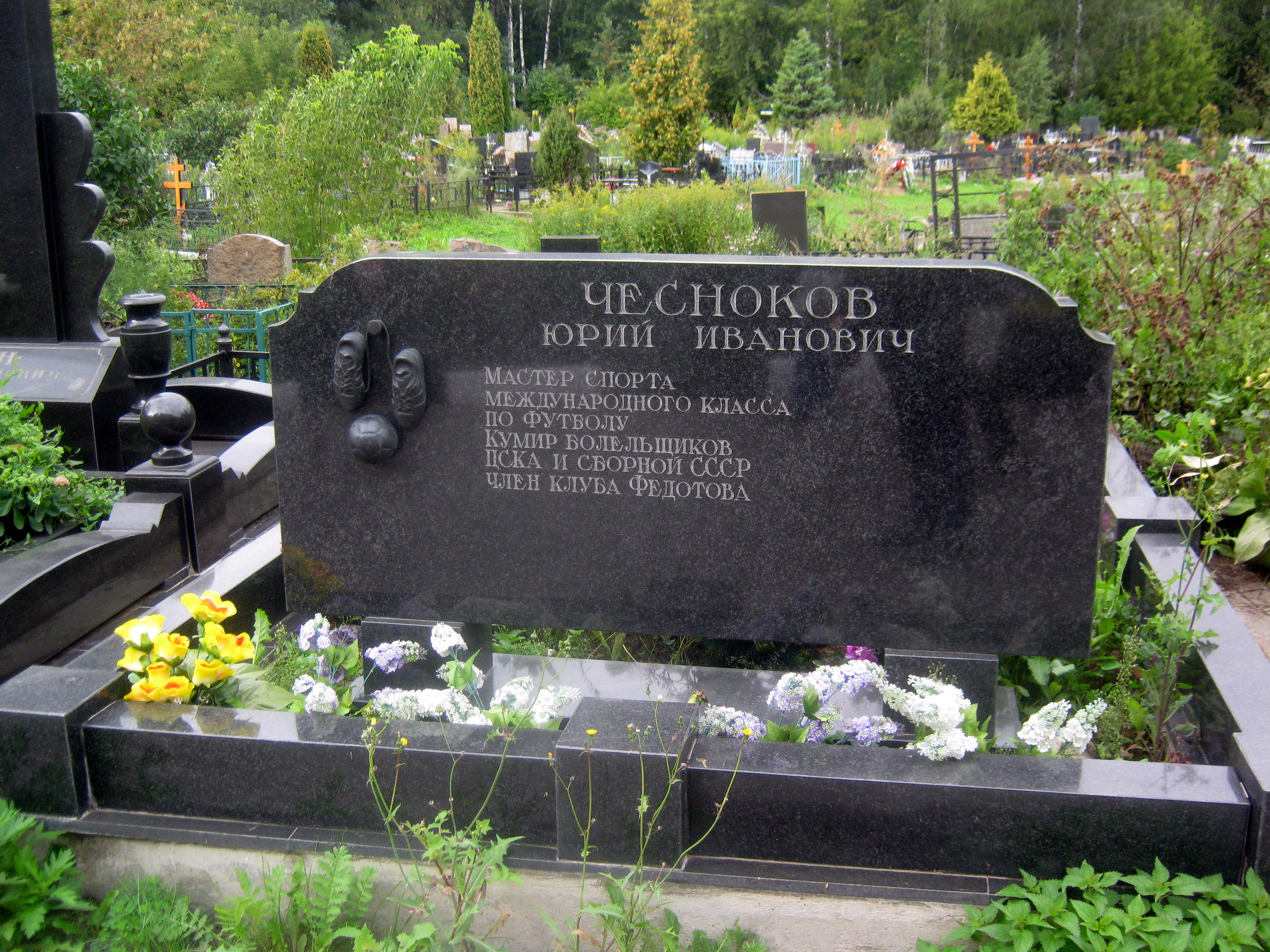
Могила Юрия Чеснокова
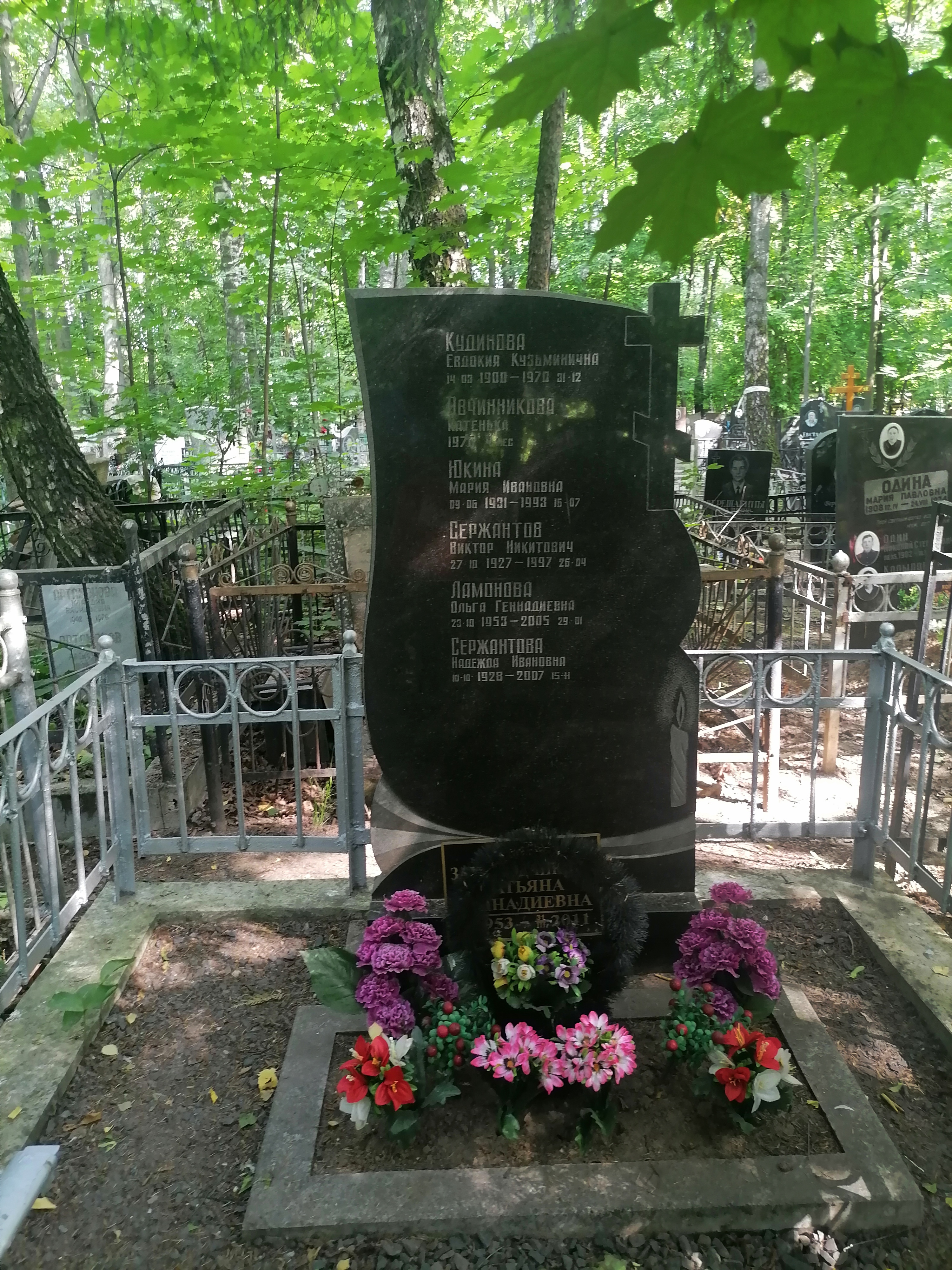
Семейное захоронение Юкиных

Могила Виктора Фуера
Могила Александра Карповцева
Могила Анны Хорошиловой
Могила В. П. Петрова
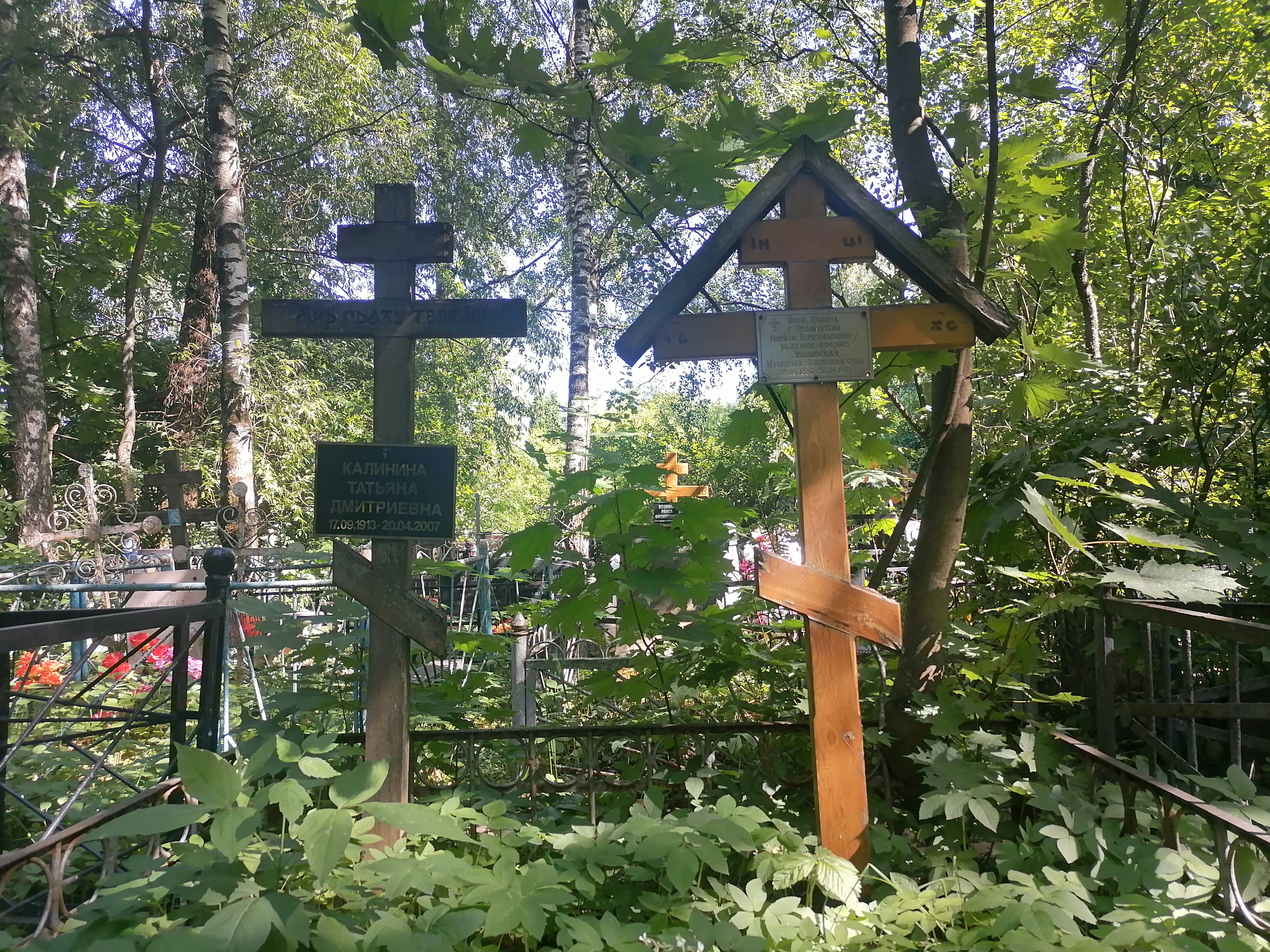
Могила Н. Зволинского